# Fabio Dolfi
Pour les articles homonymes, voir Dolfi.
Fabio Dolfi, né en 1966, est un astronome amateur italien.
Le Centre des planètes mineures le crédite de la découverte de trois astéroïdes, toutes effectuées en 2007 avec la collaboration de Michele Mazzucato.
L'astéroïde (26177) Fabiodolfi lui a été dédié.
| (246153) Waltermaria | 15 août 2007 |
| (304813) Cesarina    | 16 août 2007 |
| (309227) Tsukiko     | 16 août 2007 |